# کار (فعالیت انسانی)

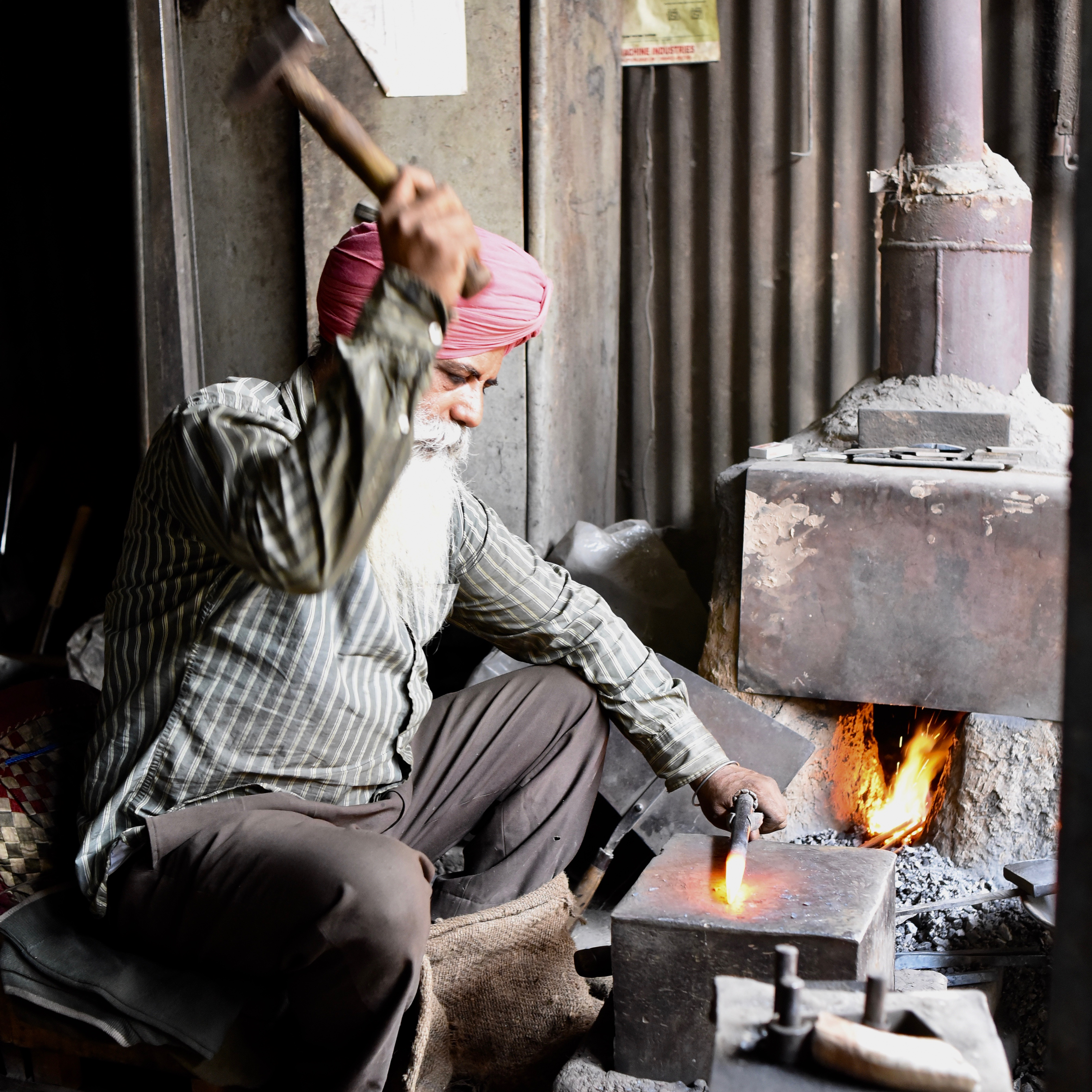
کار آهنگری

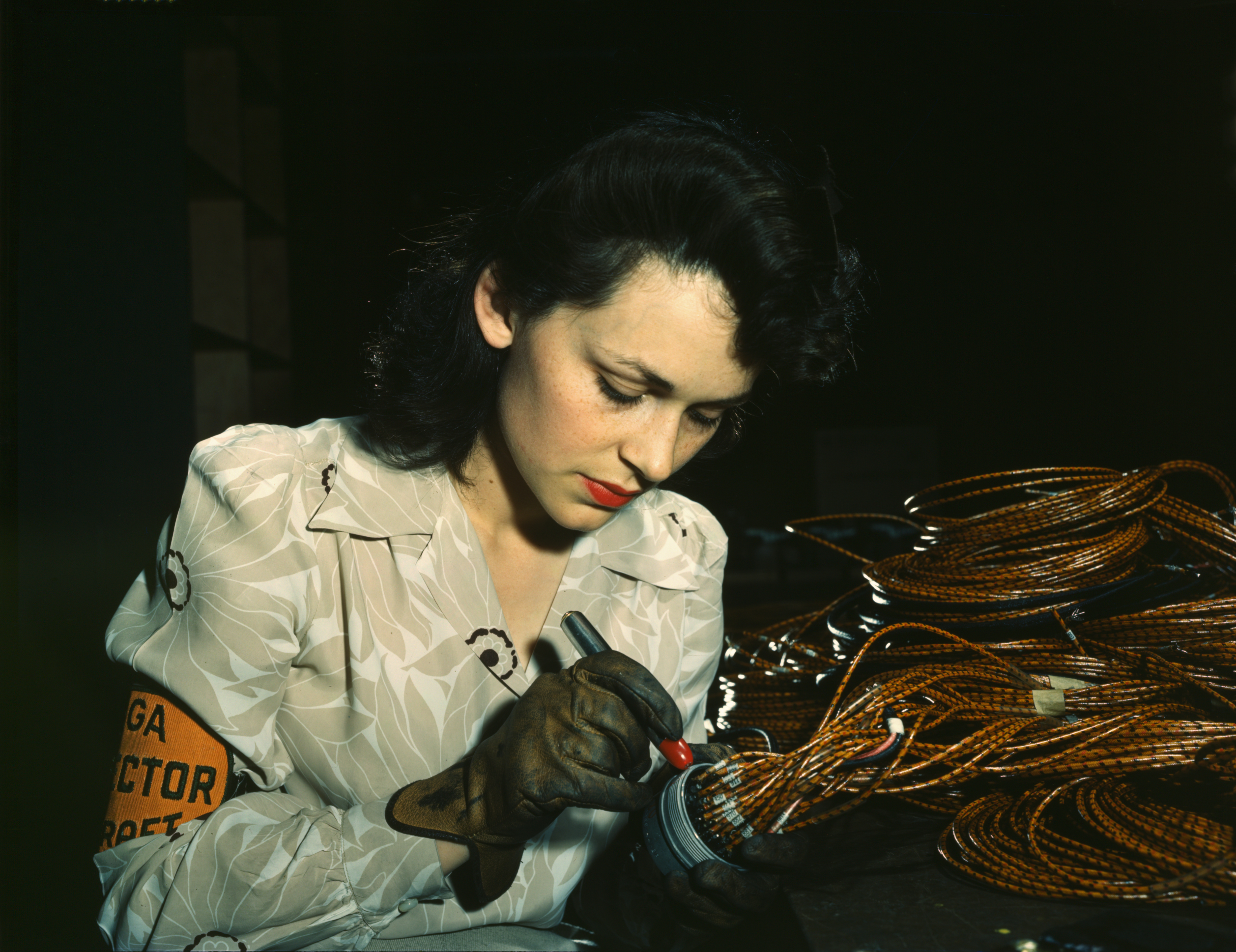
یک کارگر هواپیمای جنگ جهانی دوم، شرکت هواپیماسازی وگا، بربنک، کالیفرنیا، ۱۹۴۲.

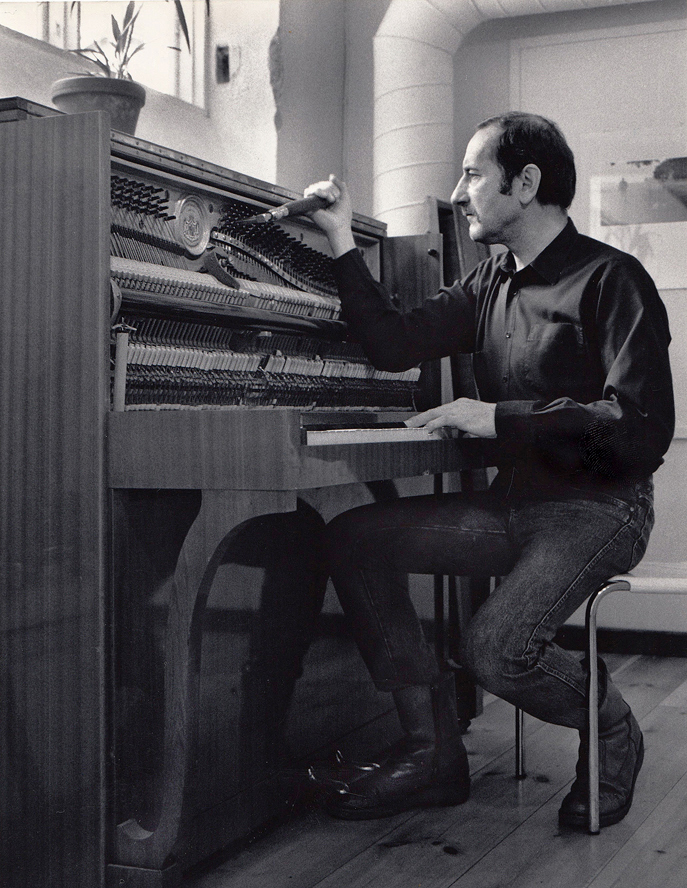
کوک‌کنندهٔ پیانو، نمونه‌ای از یک حرفهٔ غیرمعمول است.

کار (در انگلیسی: Work, labour, labor) فعالیتی است که انسان‌ها به‌صورت تعمدی برای تأمین نیازها و خواسته‌های خود، دیگران یا جامعهٔ وسیع‌تری که در آن زندگی می‌کنند انجام می‌دهند. در زمینهٔ اقتصاد، کار را می‌توان به عنوان فعالیت انسانی در نظر گرفت که (همراه با سایر عوامل تولید) به تولید کالاها و خدمات در یک اقتصاد کمک می‌کند.
کار برای همهٔ جوامع جنبه‌ای اساسی دارد، اما از جمع‌آوری منابع طبیعی با دست گرفته تا بهره‌برداری از فناوریهای پیچیده که جایگزین تلاش‌های فیزیکی یا حتی ذهنی بسیاری از انسان‌ها می‌شود، می‌تواند به‌طور گسترده‌ای در درون و بین جوامع متفاوت باشد. همهٔ کارها به جز ساده‌ترین‌هایشان، به مهارتها، تجهیزات یا ابزارهای خاص و منابع دیگری مانند مواد برای تولید کالاها نیاز دارند. فرهنگ‌ها و افراد در طول تاریخ طیف وسیعی از نگرش‌ها را نسبت به کار ابراز کرده‌اند. خارج از هر فرایند یا صنعت مشخص، بشریت نهادهای مختلفی را برای کار در جامعه ایجاد کرده است. از آنجایی که انسان‌ها موجوداتی روزگرد هستند، عمدتاً در طول روز کار می‌کنند.
علاوه بر تفاوت‌های عینی، یک فرهنگ ممکن است به گونه‌ای متفاوت از فرهنگ‌های دیگر پایگاه اجتماعی را در ارتباط با نقش‌های کاری سازمان دهد یا آن را به نقش‌های کاری پیوست کند. کار در طول تاریخ با سایر جنبه‌های جامعه و سیاست، مانند قدرت، طبقه، سنت، حقوق و امتیازات ارتباط تنگاتنگی داشته است. بر این اساس، تقسیم کار هم به عنوان مفهومی انتزاعی و هم به عنوان ویژگی فردی هر فرهنگ، موضوع برجسته‌ای در سراسر علوم اجتماعی بوده است.
عده‌ای نیز، مثل پل لافارگ در کتاب حق تنبلی، به نقد کار پرداخته و آرزوی لغو آن را داشته‌اند.
اصطلاحات و مفاهیم شغل و حرفه با کار در ارتباط هستند.